# Kika
KIKA je rakouský obchodní řetězec prodávající nábytek.

Slogan - Domov vašeho života.

## Historie
V červnu 2013 společnost Steinhoff International získala společnost Kika-Leiner, která provozovala 73 obchodů. V červnu 2018 získal Signa Holding, realitní a retailový investor, od Steinhoff International maloobchodní prodejny Kika-Leiner, které provozovaly 100 obchodů a řídily 6 500 zaměstnanců.

## KIKA v Česku
KIKA je v Česku od roku 2005. V roce 2020 převzal XXXLutz 7 z 9 prodejen v Česku, všechny v Maďarsku, Rumunsku a na Slovensku.

## Seznam prodejen v Česku
- Praha - Letňany
- Praha - Čestlice
- Brno
- Plzeň
- Olomouc
- Liberec
- Ostrava

## Seznam prodejen na Slovensku
- Bratislava
- Košice
- Poprad
- Banská Bystrica
- Nitra